# سمولارنگا (استان اوپوله)
سمولارنگا (به لهستانی:  Smolarnia) یک روستا در لهستان است که در گمینا ستژلچکی واقع شده‌است. سمولارنگا ۱۸۶ متر بالاتر از سطح دریا واقع شده‌است.